# 桑園駅
桑園駅（そうえんえき）は、北海道札幌市中央区北11条西15丁目（参考：桑園）にある、北海道旅客鉄道（JR北海道）の駅である。駅番号はS02。電報略号はソウ。事務管理コードは▲130123。副駅名は「JRA 札幌競馬場前」。所属線の函館本線と、当駅を起点とする札沼線（愛称：学園都市線）が乗り入れる。

## 歴史

### JR北海道

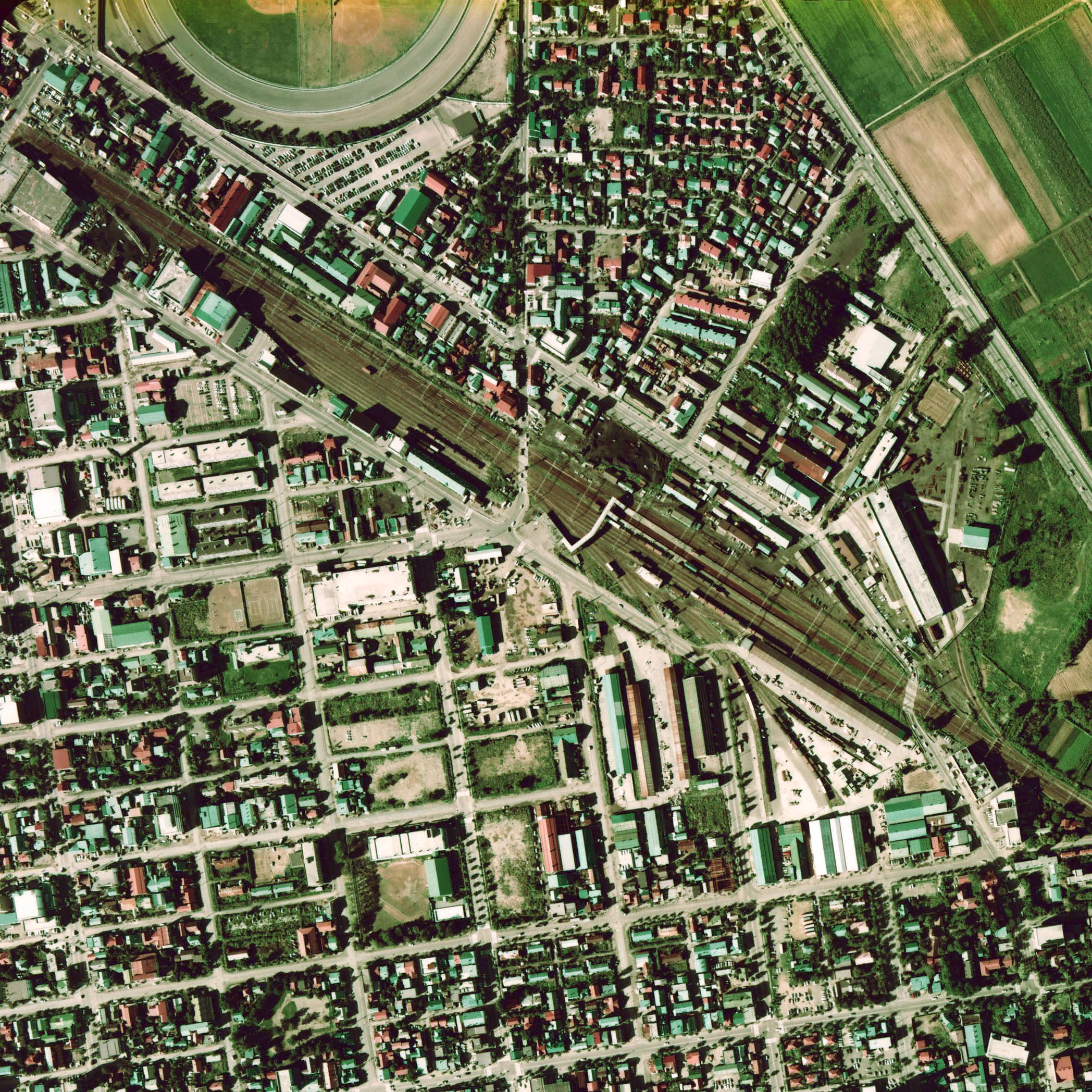
1976年の桑園駅と周囲約1km範囲。左が小樽および新十津川方面。右上に北海道大学敷地内の農場、左上に札幌競馬場が見える。札幌貨物ターミナルが出来る以前は、苗穂駅や東札幌駅と共に札幌市内の貨物受入を担っていたため、狭い構内を貨物側線が占める。中央に島式ホーム2面4線を持つ。駅表札幌側に倉庫群と引込線が多数、その駅裏側に国鉄札幌資材センターと引込線、駅表琴似側に小さな仕分線群と小規模の石炭荷卸線が見える。写真左外に札幌市場駅が控える。これら貨物線は高架化に伴いすべて廃止された。

1907年（明治40年）に札幌競馬場が開設され、翌1908年（明治41年）に開催日にかぎって競馬場付近に北五条仮乗降場が設けられ、1911年（明治44年）からは競馬場前仮乗降場が毎年設けられるようになった。
1922年（大正11年）改正鉄道敷設法が施行され、現在の札沼線にあたる路線が規定されると、その分岐点や設置駅の請願が盛んとなった。このうち札幌側の起点については翌1923年（大正12年）1月9日に分岐点として桑園駅を新設する運動が始まり、苗穂駅分岐を主張する運動と猛烈な競争となった。
そして、運動開始と同年の1923年（大正12年）9月に入り鉄道当局から、「札幌琴似間に函館起点一七八哩六鎖に一駅設くべし」という通牒が道庁経由で札幌市になされ、翌1924年（大正13年）4月には、前述の臨時乗降場の位置に設置されることが決定し、同年6月に旅客と荷物のみを扱う駅として当駅が開業した。1933年（昭和8年）には札沼南線（現：札沼線）が分岐するようになった。
隣の札幌駅が旅客駅になると、桑園駅での貨物の扱いが増え、設備が増強され、すぐそばに札幌市場駅が設けられるまでになった。しかし1970年代に貨物取扱量が減少したため、高架工事にともなって1978年（昭和53年）に旅客駅に戻った。

#### 年表
- 1908年（明治41年）
  - 7月30日：国有鉄道 琴似駅 - 札幌駅間に北五条仮乗降場が開業[1]。営業は8月5・6・15・16日のみ。
  - 8月17日：北五条仮乗降場が廃止[1]。
- 1909年（明治42年）
  - 8月25日：国有鉄道 銭函駅 - 札幌駅間が複線化。
  - 10月12日：国有鉄道線路名称制定により、函館駅 - 旭川駅間が函館本線となる。
- 1911年（明治44年）以降：競馬場開催日に競馬場前仮乗降場を設置。
- 1913年（大正2年）7月19日：函館本線 琴似駅 - 札幌駅間に競馬場前仮乗降場が開業（書類上の開業日）[1]。
- 1923年（大正12年）1月9日：札沼線分岐点として桑園駅を新設する運動が始まる[5]。
- 1924年（大正13年）
  - 4月：競馬場前仮乗降場の位置に札沼線分岐駅の設置が決定[5]。
  - 6月1日：函館本線 琴似駅 - 札幌駅間に桑園駅開業[7]。旅客のほか手荷物と旅客附随小荷物を取扱い[7]。
- 1934年（昭和9年）11月20日：国有鉄道 札沼南線当駅 - 石狩当別駅（現・当別駅）間開通[8]。
- 1935年（昭和10年）10月3日：石狩当別駅 - 浦臼駅間の延伸開業[JR北 1]に伴い、札沼南線が札沼北線と統合し、札沼線に改称[8]。
- 1940年（昭和15年）10月20日：貨物（車扱による石炭類）取扱い開始[1]。
- 1942年（昭和17年）6月：非常用薪炭の貯炭線設置。北海道帝国大学構内へ石炭用引込線敷設[注釈 4]。
- 1949年（昭和24年）6月1日：日本国有鉄道法施行に伴い、日本国有鉄道（国鉄）に継承。
- 1950年（昭和25年）10月：桑園倉庫企業組合（後に桑園倉庫株式会社）専用側線運用。
- 1956年（昭和31年）2月10日：札幌用品庫（資材センター）が札幌駅前から本駅裏東側に移転。専用線敷設。
- 1958年（昭和33年）：札幌拓殖倉庫株式会社専用側線運用。その他日本通運、札幌通運等の倉庫と専用側線が昭和30年代に設けられた。
- 1959年（昭和34年）12月15日：函館本線（貨物支線）当駅 - 札幌市場駅間が開業[3]。
- 1962年（昭和37年）6月27日：駅舎改築。跨線橋移設。
- 1968年（昭和43年）8月28日：函館本線のうち、当駅を含む小樽駅 - 滝川駅間が電化（交流20,000V・50Hz）。
- 1978年（昭和53年）10月2日：貨物取扱い廃止[1]。函館本線（貨物支線）当駅 - 札幌市場駅間廃止[3]。
- 1985年（昭和60年）3月14日：荷物取扱い廃止[1]。
- 1987年（昭和62年）4月1日：国鉄分割民営化に伴い、北海道旅客鉄道（JR北海道）の駅となる[8]。
- 1988年（昭和63年）11月3日：函館本線 琴似駅 - 札幌駅間および札沼線 当駅 - 八軒駅間[8]の高架化に伴い、高架駅となる[新聞 1]。
- 1991年（平成3年）3月16日：札沼線に「学園都市線」の愛称を設定[JR北 1][JR北 2][9]。
- 1994年（平成6年）11月1日：函館本線 当駅 - 札幌駅間に札沼線（学園都市線）用の単線が増設され、同区間が三線化[JR北 2]。
- 1995年（平成7年）
  - 9月1日：旅行センター営業開始[新聞 2]。
  - 10月1日：東口の新設、北海道内初の傾斜型券売機の設置、およびエレベーターの設置・供用開始[新聞 3][6]。
- 1996年（平成8年）6月23日：八軒駅が高架駅となり、札沼線（学園都市線）当駅 - 八軒駅間がすべて高架化[9]。
- 1998年（平成10年）10月24日：自動改札機設置[新聞 1][10]。
- 2000年（平成12年）：札沼線（学園都市線）当駅 - 石狩月形駅間に自動進路制御装置 (PRC) 導入[11]。
- 2007年（平成19年）10月1日：駅番号設定（S02）[JR北 3]。
- 2008年（平成20年）10月25日：IC乗車券「Kitaca」使用開始[JR北 4]。
- 2012年（平成24年）6月1日：札沼線（学園都市線）当駅 - 北海道医療大学駅間が電化（交流20,000V・50Hz）[JR北 5][JR北 6]。
- 2016年（平成28年）3月31日：旅行センター（ツインクルプラザ）営業終了[新聞 4]。
- 2020年（令和2年）5月1日：副駅名称が「JRA 札幌競馬場前」となる[12]。
- 2024年（令和6年）
  - 3月16日：特別快速・快速「エアポート」と快速「ニセコライナー」が終日停車を開始[JR北 7][JR北 8]。
  - 6月1日：開業100周年を迎え記念イベントを開催し、記念入場券を販売[JR北 9]。
- 2025年（令和7年）
  - 8月:西口に話せる券売機を設置[JR北 10]。

#### 駅名の由来
附近の通称地名「桑園」から。

### 札幌市電
- 1929年（昭和4年）10月24日：札幌市電桑園線開業に伴い、桑園駅前停留場設置。
- 1960年（昭和35年）6月1日：札幌市電桑園線廃線に伴い、桑園駅前停留場廃止。

## 駅構造
2面4線のホームを有する高架駅。1・2番線を函館本線が、3・4番線を札沼線が使用する路線別配置となっている。社員配置駅でみどりの窓口、自動券売機、話せる券売機、自動改札機が設置されている。JR北海道本社最寄駅であることから、同社初の自動改札機が試験導入された駅であった。
1994年11月1日に当駅 - 札幌駅間の札沼線列車用単線が増設された際、従前の方向別配線から路線別配線に改められた。その名残として、札沼線が非電化であった頃も3番線に架線が張られたままとなっていたが、この架線は2012年6月1日の札沼線電化開業の際に再び活用されることになった。
2020年現在、函館本線下り線から3・4番線に入る事はできない。一方、2番線の札幌方にある下り出発信号機は函館本線下り線及び、それに平行する札沼線列車用単線の両方向への進出が可能となっている。そのため設備上は、札沼線列車用単線に函館本線下り列車が入線することも可能である。
以前は西口のみだったが、1995年に市立札幌病院が当駅近くの国鉄札幌資材センター跡地へ移転してきたこともあり、東口・エレベーター・エスカレーターが増設された。
管理駅として、札沼線の八軒 - あいの里公園の各駅を管理下に置いている。また学園都市線地区駅として地区駅長（桑園駅長兼務）・地区副駅長を配置し、当別駅を傘下に置く。

### のりば
| 番線 | 路線        | 方向 | 行先                         | 備考                         |
| ---- | ----------- | ---- | ---------------------------- | ---------------------------- |
| 1    | ■函館本線   | 上り | 手稲・小樽方面               |                              |
| 2    | ■函館本線   | 下り | 札幌・岩見沢・新千歳空港方面 | 小樽方面からの列車           |
| 3    | ■学園都市線 | 下り | あいの里教育大・当別方面     |                              |
| 4    | ■函館本線   | 上り | 札幌・新千歳空港方面         | あいの里教育大方面からの列車 |

（出典：JR北海道：駅の情報検索）

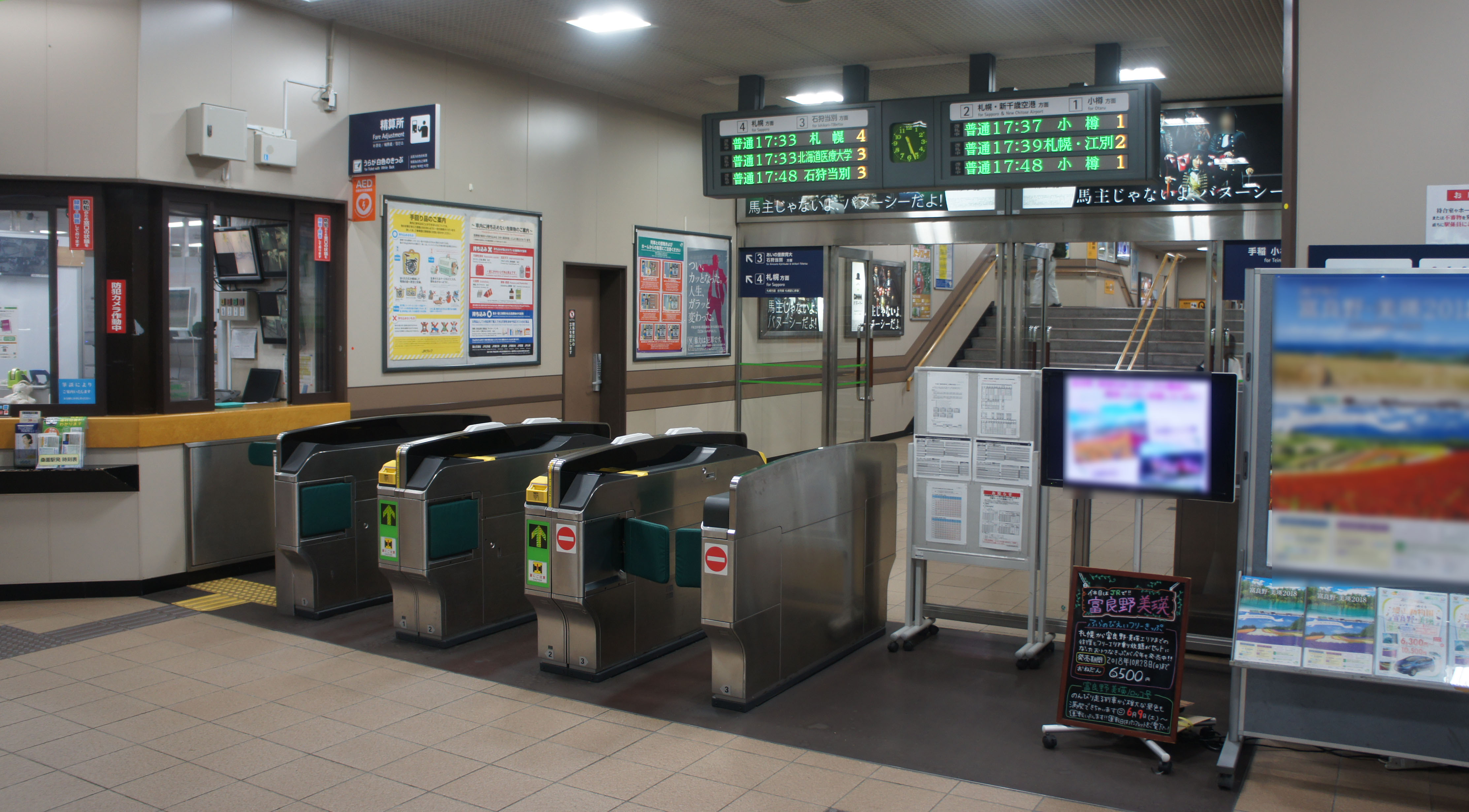
西改札口（2018年8月）
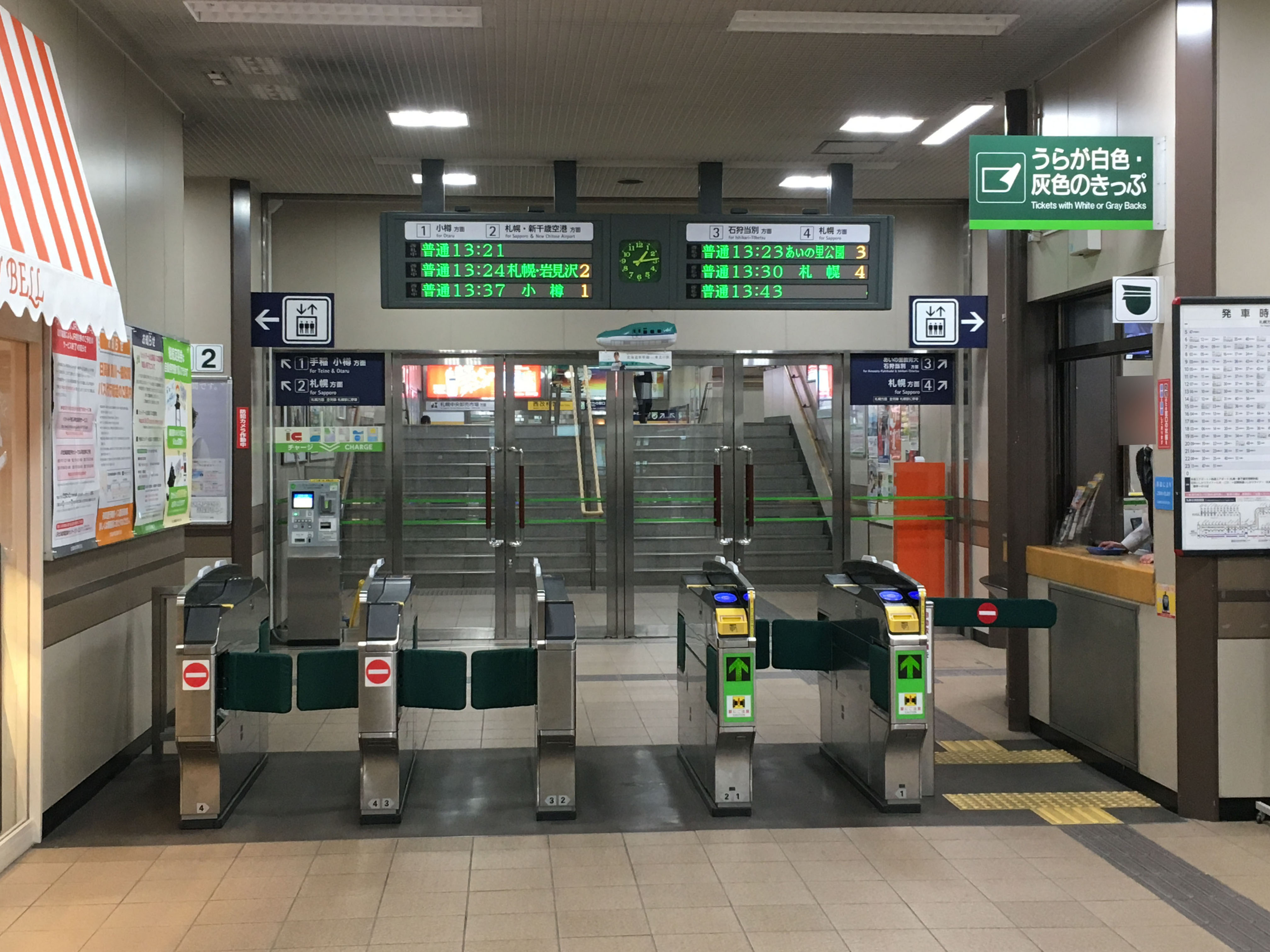
東改札口（2018年8月）
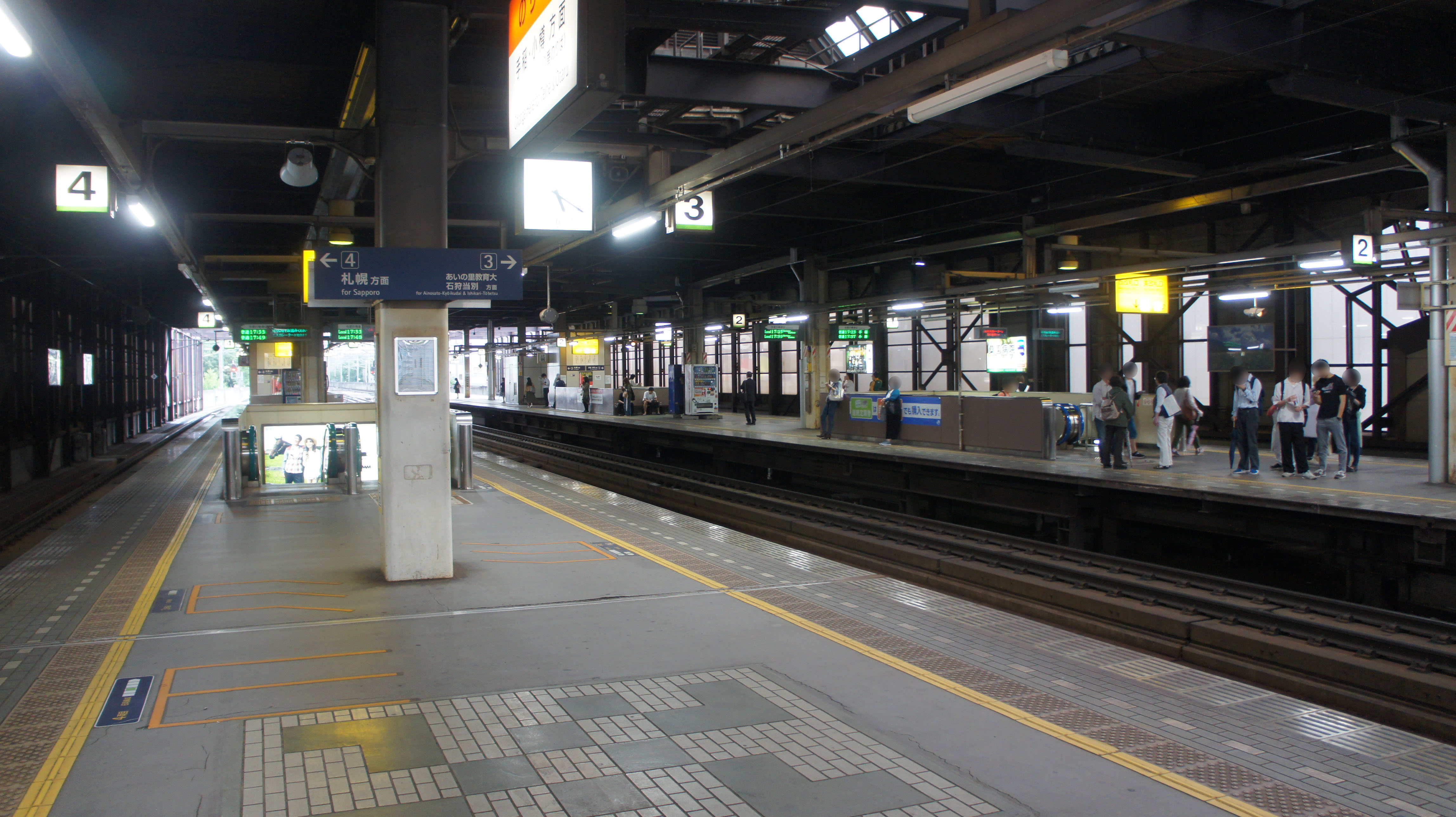
ホーム（2018年8月）
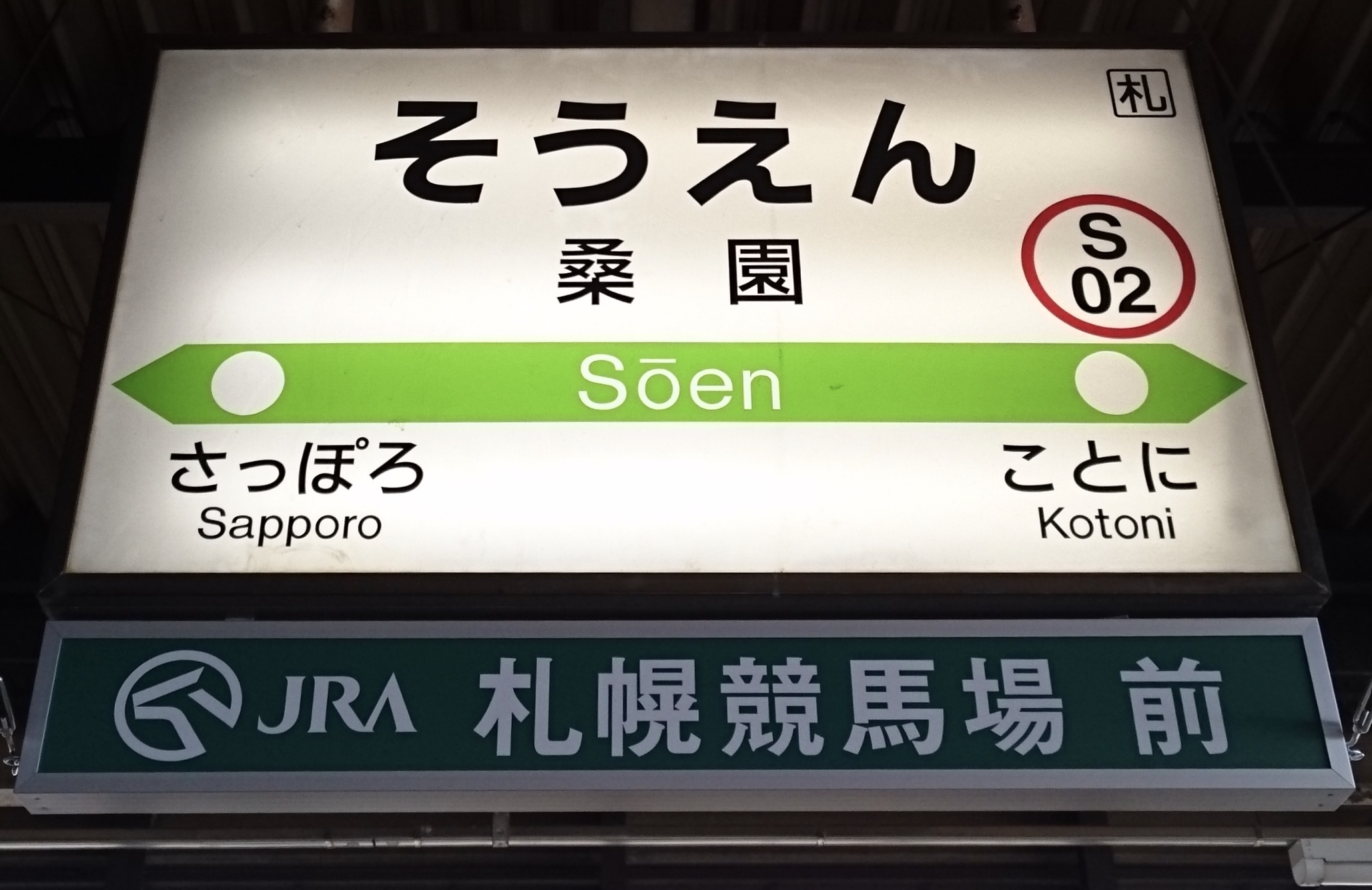
駅名標（1・2番線）（2020年5月）
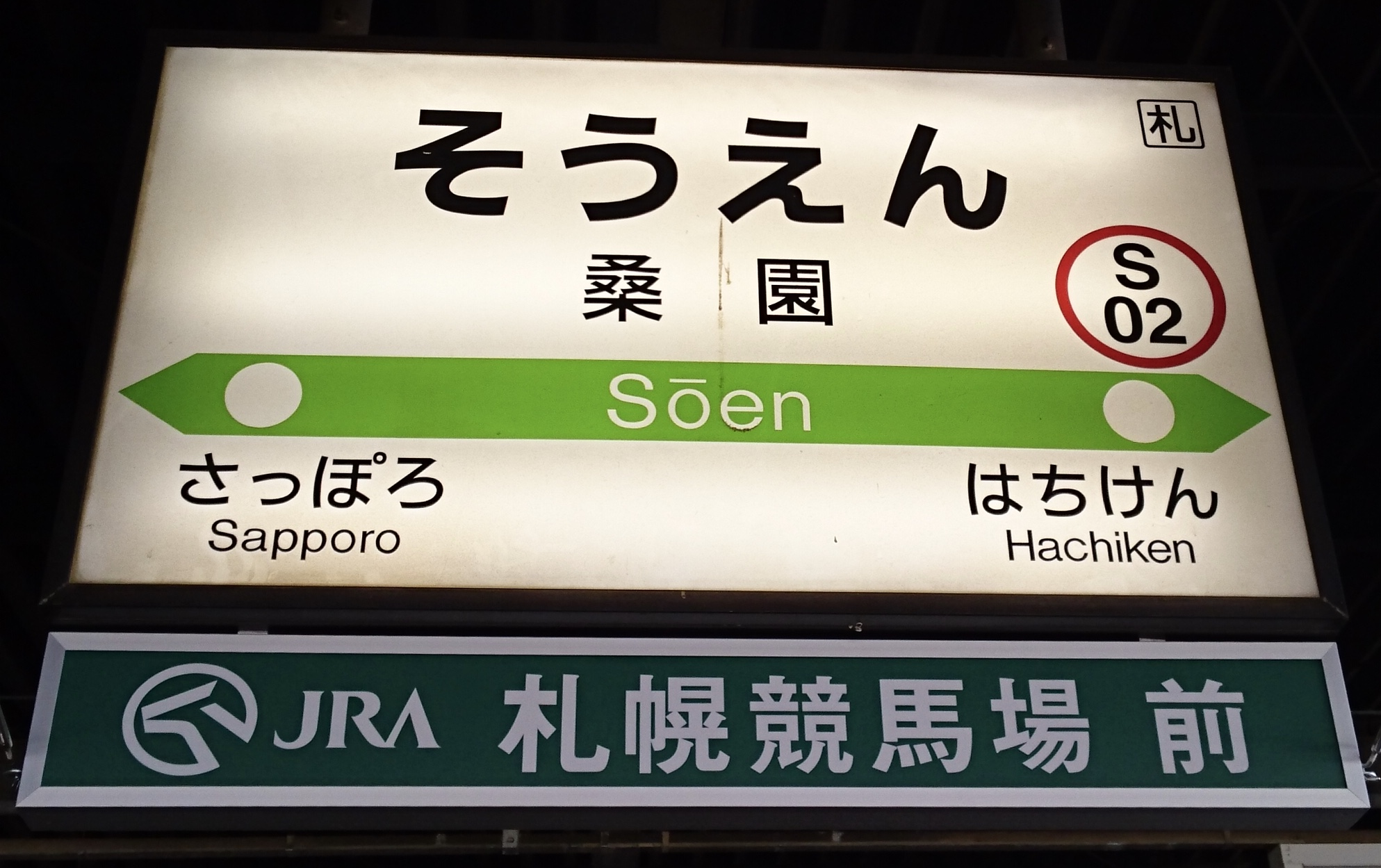
駅名標（3・4番線）（2020年5月）

### 駅構内の店舗・施設
- セブン-イレブン 北海道ST桑園東店[13]
- げんき堂整骨院／GENKI Plus JR桑園駅[14]
- 日本調剤　桑園駅ナカ薬局[15]

## 利用状況
2023年（令和5年）度の1日平均乗車人員は10,033人で、JR北海道では5番目に利用者数が多い。
近年は駅周辺のマンション開発により利用客数が増加している。
近年の1日平均乗車人員の推移は以下のとおりである。
| 年度               | 1日平均 乗車人員 | 出典       |
| ------------------ | ---------------- | ---------- |
| 1970年（昭和45年） | 969              | [ 17 ]     |
| ：                 |                  |            |
| 1975年（昭和50年） | 1,738            | [ 17 ]     |
| ：                 |                  |            |
| 1980年（昭和55年） | 1,937            | [ 17 ]     |
| ：                 |                  |            |
| 1985年（昭和60年） | 2,267            | [ 17 ]     |
| ：                 |                  |            |
| 1990年（平成02年） | 4,319            | [ 17 ]     |
| ：                 |                  |            |
| 1995年（平成07年） | 5,835            | [ 17 ]     |
| ：                 |                  |            |
| 2000年（平成12年） | 7,110            | [ 17 ]     |
| 2001年（平成13年） | 6,923            | [ 17 ]     |
| 2002年（平成14年） | 7,385            | [ 17 ]     |
| 2003年（平成15年） | 7,784            | [ 17 ]     |
| 2004年（平成16年） | 8,140            | [ 17 ]     |
| 2005年（平成17年） | 8,392            | [ 17 ]     |
| 2006年（平成18年） | 8,606            | [ 17 ]     |
| 2007年（平成19年） | 8,593            | [ 17 ]     |
| 2008年（平成20年） | 8,632            | [ 17 ]     |
| 2009年（平成21年） | 8,775            | [ 17 ]     |
| 2010年（平成22年） | 8,953            | [ 17 ]     |
| 2011年（平成23年） | 9,018            | [ 17 ]     |
| 2012年（平成24年） | 9,290            | [ 17 ]     |
| 2013年（平成25年） | 9,679            | [ 17 ]     |
| 2014年（平成26年） | 9,903            | [ 17 ]     |
| 2015年（平成27年） | 10,084           | [ 17 ]     |
| 2016年（平成28年） | 10,295           | [ 17 ]     |
| 2017年（平成29年） | 10,482           | [ 新聞 5 ] |
| 2018年（平成30年） | 10,518           | [ 17 ]     |
| 2019年（令和元年） | 10,577           | [ 17 ]     |
| 2020年（令和02年） | 8,504            | [ 18 ]     |
| 2021年（令和03年） | 8,613            | [ 19 ]     |
| 2022年（令和04年） | 9,429            | [ 20 ]     |
| 2023年（令和05年） | 10,033           | [ 16 ]     |

## 駅周辺
近隣はかつて倉庫街だったが、1995年10月11日に市立札幌病院が中央区北1条西9丁目から当駅近隣の中央区北11条西13丁目に移転してきて以降、大規模商業施設やマンションが建設され、都心部に近いこともあり発展が続いている。
札幌競馬場の最寄駅であり、競馬開催日や場外発売日には駅前から無料送迎バスが運行されている。また、JR北海道の本社とも直結しており、本社ビル内には日本貨物鉄道（JR貨物）北海道支社も入居している。

### JR関連企業
- 北海道旅客鉄道（JR北海道）本社
- 桑園自動車学校（ジェイ・アール北海道バス運営）
- 日本貨物鉄道（JR貨物）北海道支社
- ジェイアール北海道エンジニアリング 本社
- 北海道ジェイ・アール・サービスネット 本社

### JR関連以外の企業
- 中央区桑園まちづくりセンター
- 中央警察署桑園交番（桑園西交番が移転・新築）
- 札幌桑園駅前郵便局
- 北海道信用金庫中央市場支店
- 北洋銀行桑園支店
- 北海道銀行中央市場支店
- 札幌市農業協同組合（JAさっぽろ）本店
- 市立札幌病院
- 札幌競馬場
- 札幌市中央卸売市場
- 札幌市中央卸売市場場外市場
- イオン札幌桑園ショッピングセンター（イオン北海道）
- DCM桑園店
- 北海道大学札幌キャンパス
- 札幌市立大学桑園キャンパス
- 北のたまゆら桑園
- 北海道銀行桑園支店

- コープさっぽろ そうえん店

## バス路線
2024年（令和6年）4月1日現在。

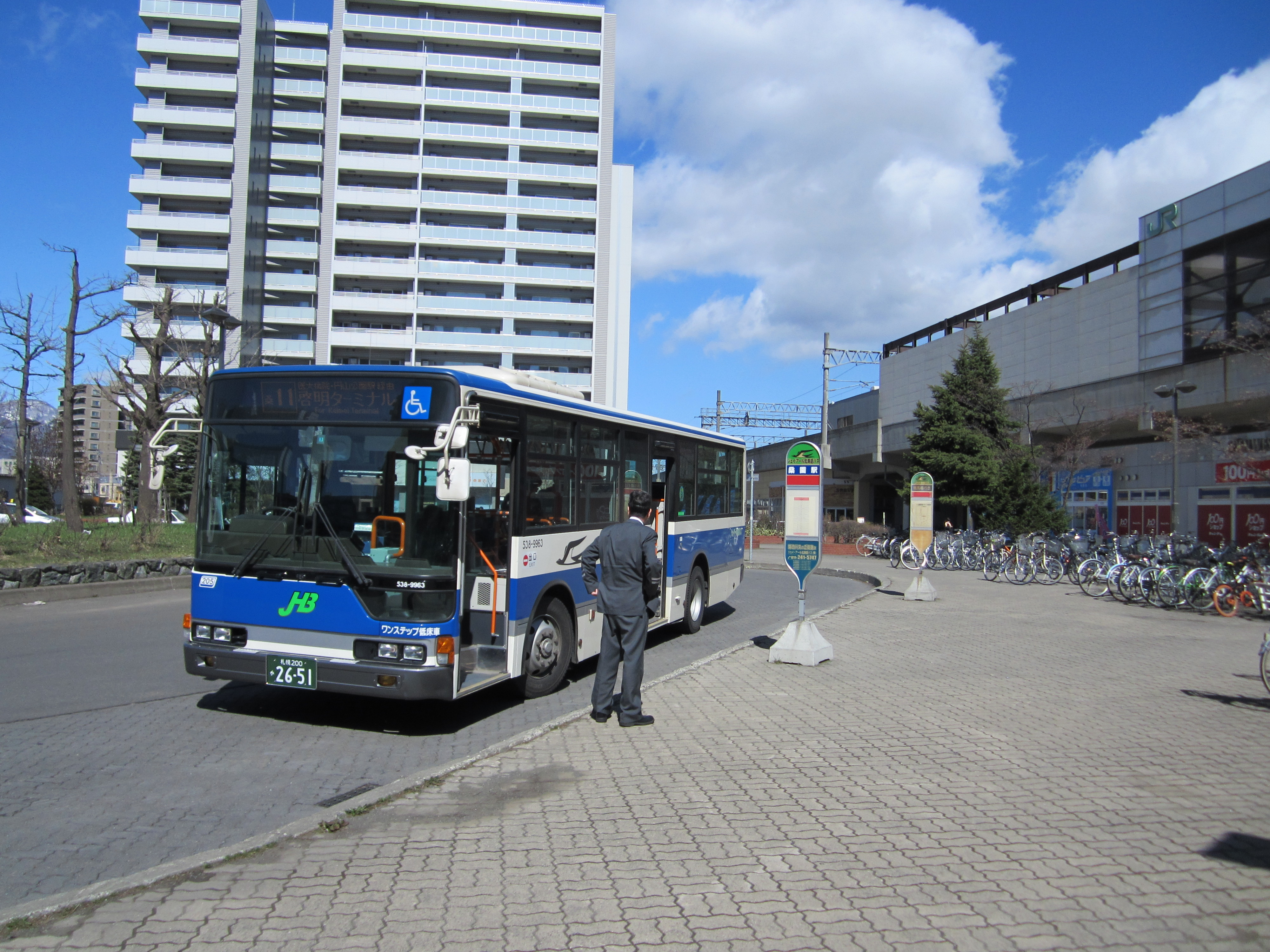
桑園駅停留所

一般路線は西口の「桑園駅」停留所と東口の「市立病院前」停留所に分けられる。
「桑園駅」停留所
- ジェイ・アール北海道バス（琴似営業所）
  - 桑8：啓明ターミナル行
  - 52：札幌駅前行、琴似工業高校行
  - 臨時バス（無料）：札幌競馬場行（競馬開催時運行）

「市立病院前」停留所
- 北海道中央バス（西51・西71：新川営業所、東63：札幌東営業所）
  - 西51・西71：札幌駅前行
  - 西51：北24条駅行
  - 東63：東営業所行
  - 西71：新川営業所行
- ジェイ・アール北海道バス（琴似営業所）
  - 31・37：大通西4丁目行
  - 31：地下鉄琴似駅前行
  - 37：北25条西15丁目行
- じょうてつ
  - 南4：真駒内本町行・真駒内駅行

「北9条西14丁目（桑園）」停留所
- 北都交通
  - 新千歳空港連絡バス（休止中[25]）

## 隣の駅
北海道旅客鉄道（JR北海道）
■函館本線

琴似駅 (S03) - 桑園駅 (S02) - 札幌駅 (01)
■札沼線（学園都市線）（札幌駅 - 当駅間は函館本線）
札幌駅 (01) - 桑園駅 (S02) - 八軒駅 (G03)

### かつて存在した路線
日本国有鉄道（国鉄）
函館本線（貨物支線）
桑園駅 - 札幌市場駅
札幌市電
桑園線
桑園市場前停留場 - 桑園駅前停留場